# Galler
Galler est une entreprise belge de chocolaterie et confiserie fondée en 1976 et dont le siège social est à Vaux-sous-Chèvremont près de Liège.
La société Galler commercialise différents produits tels que les bâtons fourrés, les tablettes de chocolat, les pralines, les macarons, les crèmes glacées, les pâtes à tartiner… Elle possède également une série de boutiques franchisées à son enseigne.
La famille qatarie Al Thani acquiert l'entreprise en 2012, avant de céder 25 % du capital à un groupe d'investisseurs belges en 2020.

## Histoire

### Débuts
Né à Liège le 6 février 1955, Jean Galler commence sa scolarité à l'École d’Hôtellerie de Liège et travaille comme apprenti dans la pâtisserie familiale fondée par son grand-père en 1930. Il est distingué comme Meilleur Apprenti de Belgique à l'âge de 19 ans. Il part alors à Bâle pour suivre les cours de perfectionnement à l'école pour pâtissier-confiseur - la COBA - avant d'effectuer en 1975 un stage chez Gaston Lenôtre à Paris.

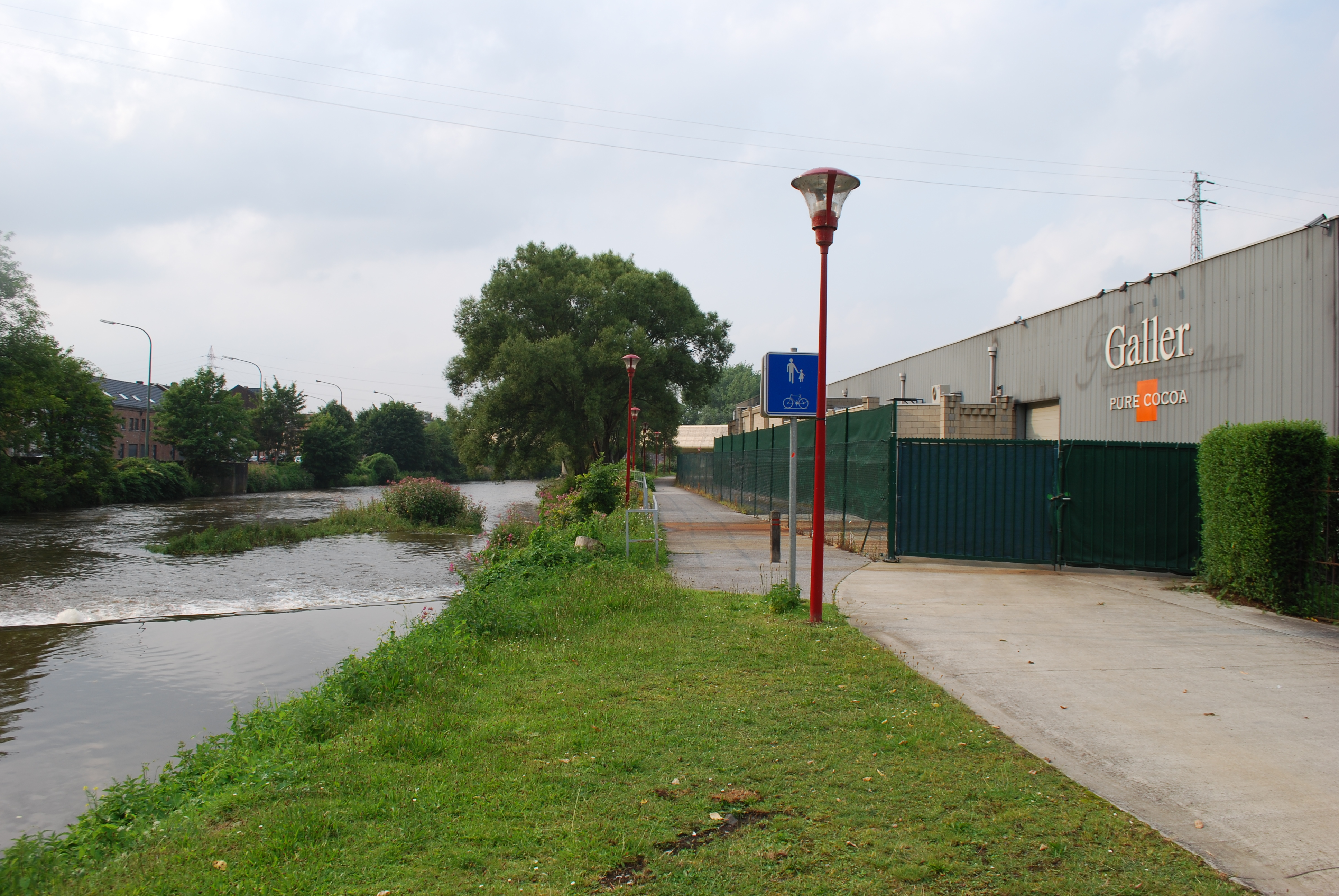
La chocolaterie Galler, au bord de la Vesdre, à Vaux-sous-Chèvremont.

Passionné par le chocolat, il a l'occasion à 21 ans de reprendre les installations de l'ancienne chocolaterie Régal des Fées de Clermont-sur-Berwinne, ayant appartenu auparavant aux chocolateries Aiglon (Verviers) puis Clovis (Pepinster), et d'ainsi créer à Vaux-sous-Chèvremont en 1976 avec son père la Chocolaterie Galler.
En 1994, il devint Fournisseur breveté de la Cour de Belgique et l'année suivante, est élu manager de l'année par Trends-Tendances. La même année, Jean Galler collabore avec le dessinateur Philippe Geluck à la création des « Langues de Chat » illustrant le personnage du Chat. Presque vingt ans plus tard, Geluck et Galler modifient leur gamme et la nomment Les Chocolats du Chat pour éviter la confusion avec les biscuits du même nom.

### Galler et Galler International
En 2000, Salvatore Iannello, conseiller stratégique, devient propriétaire de Galler International, filiale de Galler, dont l'objectif est de développer la marque dans les pays européens, au Japon et au Moyen-Orient.
Parallèlement, Galler ouvre son capital à deux institutionnels belges régionaux : MeusInvest et Sogepa.
En 2006, deux membres de la famille royale qatarienne Al Thani (Cheikh Sultan et Cheikh Mohamed) entrent dans le capital de l'entreprise belge à hauteur de 33 %, la famille Galler détenant 52 % et les cadres de Galler 15 %. En 2007, une augmentation de capital de 2,7 millions d'euros porte la participation qatarienne à 39 % du capital de la société, la famille Galler abandonnant sa majorité absolue des droits de vote au sein du conseil d'administration, tout en restant, avec 41 % l'actionnaire de référence, grâce aux 10,3% détenus par Salvatore Iannello. 
En 2011, Salvatore Iannello quitte l'entreprise pour entamer un tour du monde en voilier et revend ses parts. Jean Galler cède également 12% de ses parts pour financer son projet de viticulture. L'actionnaire qatarien détient alors 71% de Galler. 
En 2012, plusieurs cadres de la société vendent leurs parts à la famille Al Thani qui devient alors majoritaire sans que la répartition exacte des actions puisse être connue à cause d'un accord de confidentialité,. 
En 2016, des problèmes financiers contraignent l'actionnaire qatarien à injecter de nouveaux moyens dans la chocolaterie. Sa participation monte à 75%.

### Reprise par les Qataris puis retour à un groupe belge
En 2018, la chocolaterie est au bord de la faillite. Jean Galler n'a pas les fonds nécessaires pour racheter l'entreprise et vend ses dernières parts. L'actionnaire qatari, désormais actionnaire unique, propose alors à Salvatore Iannello de revenir gérer l'entreprise. Jean Galler quitte l'entreprise, retournant au métier familial de boulanger avec la création en 2018 de l'atelier et des magasins « Chez Blanche ». C’est à Vaux-sous-Chèvremont, où travaillent quelque 90 personnes, que sont produits les chocolats Galler ; une septantaine d'autres personnes sont employées sur les deux sites de Herstal : le centre logistique de Milmort et le magasin Outlet de Liers,.
En juillet 2020, 25 % du capital sont cédés à un groupe d'investisseurs belges désireux de poursuivre le développement de l'entreprise tout en la rendant éthique et responsable. Parmi ces engagements, l'entreprise depuis 2020 travaille avec 100% de fèves de cacao certifiées fair trade,. Le logo est alors changé en « Chocolaterie indépendante ».
En juillet 2024, la part des actionnaires belges est accrue. Ils détiennent désormais près de 50 % des parts de l'entreprise liégeoise,.

### «Pure cocoa»

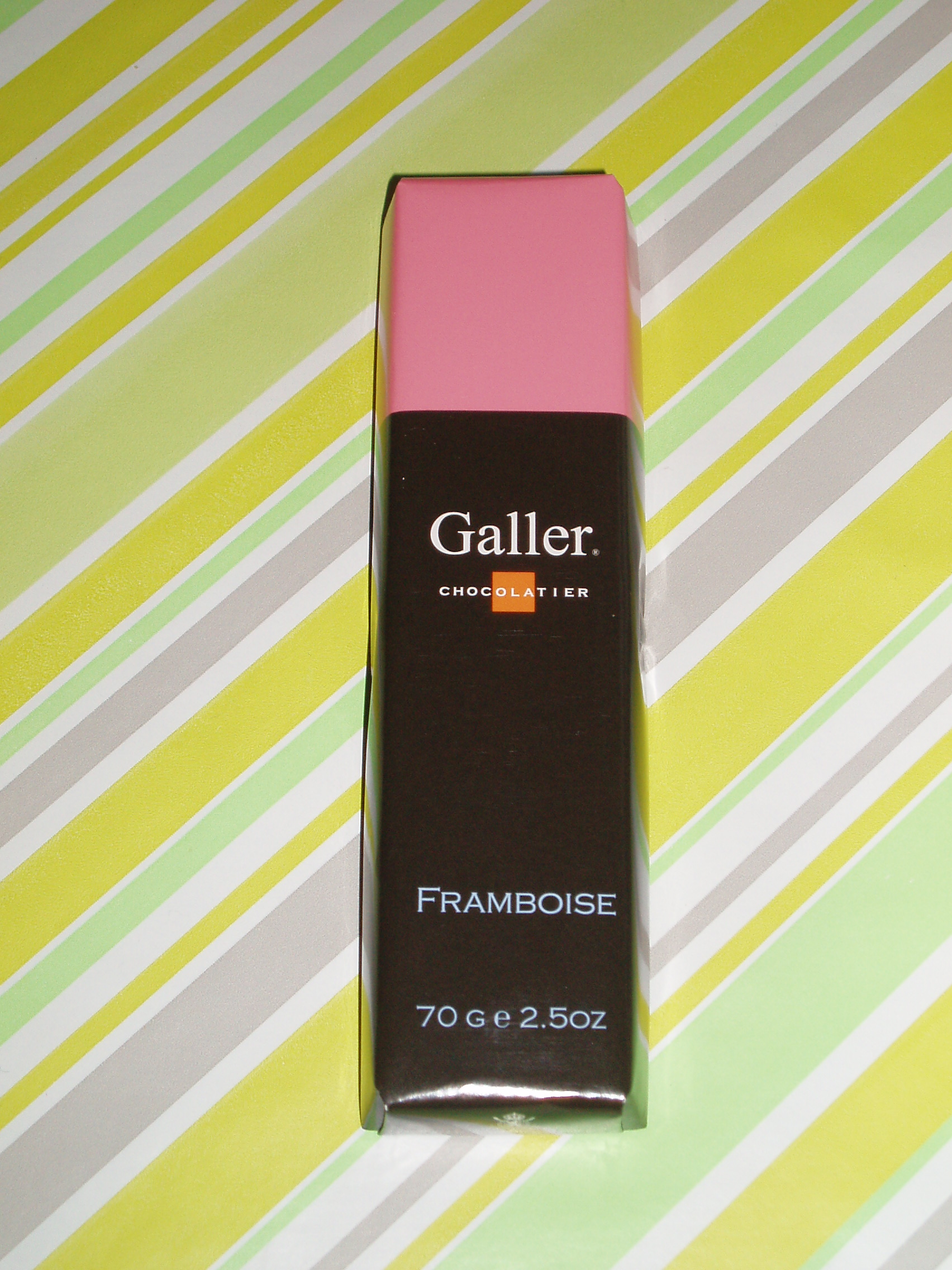
Bâton de chocolat Galler de 2005 à juillet 2020.

En 2005, Galler modifie les emballages de différents produits pour les moderniser et ajouter 2005 l'indication « Pure cocoa » (« cacao pur ») à ses produits. Ceci afin d'affirmer clairement que seul le beurre de cacao est utilisé comme matière grasse dans son chocolat. En référence à une directive européenne de 2000 qui autorise l'adjonction de matière grasse végétale autre que le beurre de cacao au chocolat. En 2006, Galler modifie la composition de ses fameux bâtons de chocolat « fourré ». La crème de fourrage de ceux-ci comporte alors des graisses végétales hydrogénées, contenant des acides gras trans. Galler joue alors sur la différenciation entre crème de fourrage et chocolat de couverture pour justifier l'utilisation de l'indication « Pure cocoa ».
De plus, comme cette crème de fourrage n'est pas considérée comme du chocolat, elle n'est pas concernée par le maximum de 5 % imposé par la directive.
Ce changement de composition coïncide avec l'entrée des nouveaux investisseurs dans le capital à raison d'un tiers des actions.
Fin 2008, Galler modifie à nouveau la composition de ses bâtons de chocolat « fourré » : les graisses végétales ne sont plus hydrogénées. Le beurre reste utilisé entre autres dans les bouchées pralinées en tube. Seuls les œufs pralinés, vendus uniquement en période de Pâques, bénéficient encore d'un fourrage au beurre de cacao.
Courant 2014, avant l'entrée en vigueur d'une directive européenne imposant de nommer explicitement les matières grasses végétales, Galler change encore une fois la composition de ses bâtons de chocolat « fourré » pour cette fois-ci supprimer complètement les graisses végétales autres que le beurre de cacao, celles-ci étant remplacées par de la matière grasse de lait anhydre, aussi appelée « huile de beurre ». L'indication « Pure cocoa » est remplacée par « Chocolatier ».
Début 2017, c'est au tour des œufs pralinés de voir une partie de leur beurre de cacao de fourrage remplacée par des graisses végétales (désodorisées).

### Inondations de juillet 2021
L'usine de Vaux-sous-Chèvremont est ravagée par la crue de la Vesdre lors des inondations des 14 et 15 juillet 2021 et la production est à l'arrêt,.

## Développement
En 2013, la chocolaterie Galler est présente dans plus de trente pays et possède son propre réseau de boutiques franchisées en Belgique et à l’étranger. La première boutique s’est ouverte en 1995 sur la Grand-Place de Bruxelles et, en 2002, l'entreprise reçoit le Prix de l'Innovation au Salon de la Franchise de Bruxelles, pour le développement de son concept « Chocolat-Thé », des salons de dégustation du chocolat sous toutes ses formes et de thés de différentes origines.
Les produits Galler, particulièrement les Chocolats du Chat, s'exportent ainsi en France, en Allemagne, au Royaume-Uni, au Japon, aux États-Unis, en Australie, aux Émirats arabes unis…

## Production
Galler propose des chocolats avec un haut standard de qualité, finement broyés et peu sucrés, utilisant en 2006 des matières premières naturelles et des produits de chez Barry Callebaut. L'entreprise propose une variété de plusieurs dizaines de bâtons de chocolats de 65 grammes ou 70 grammes (selon la densité naturelle du fourrage) noir, au lait ou blanc dont les parfums sont souvent des créations originales (Noir Café liégeois, Lait Piémontais, Lait Mandarine Napoléon, etc.), mais aussi des mini bâtons de 12 grammes, des tablettes de 80 grammes et des pralines qui dénotent de la tradition par leur petite taille et l'originalité de leurs fourrages. L'entreprise propose également des macarons, des crèmes glacées, des pâtes à tartiner.
L'entreprise Galler fait appel à Barry Callebaut pour la torréfaction, le broyage et le conchage de ses fèves de chocolat. En effet, il s'agit là d'un métier spécifique, celui de torréfacteur. Afin de fournir le meilleur des fèves de cacao et une qualité organoleptique constante, la chocolaterie s'entoure de professionnels du secteur. Cette partie de l'élaboration du chocolat Galler est donc réalisée par Barry Callebaut mais sur base de recettes uniques Galler[réf. nécessaire]. La partie assemblage et élaboration des fourrages qui fait la force de Galler est elle réalisée à la chocolaterie de Vaux-sous-Chèvremont.

## Philanthropie
La chocolaterie soutient depuis des années plusieurs œuvres caritatives, comme la Ligue belge contre la sclérose en plaques ou encore l'asbl Les Coccinelles, un centre pour infirmes moteurs cérébraux adultes. L'entreprise participe également depuis 2012 au Quality Partner Program lancé par Barry Callebaut pour soutenir les travailleurs du cacao.

## Logos

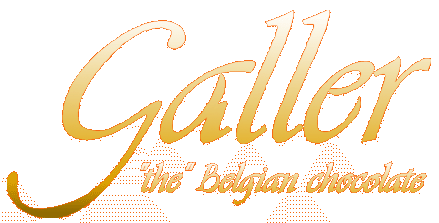
Logo jusqu'à 2005.
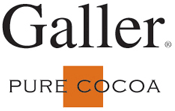
Logo de 2005 à 2014.
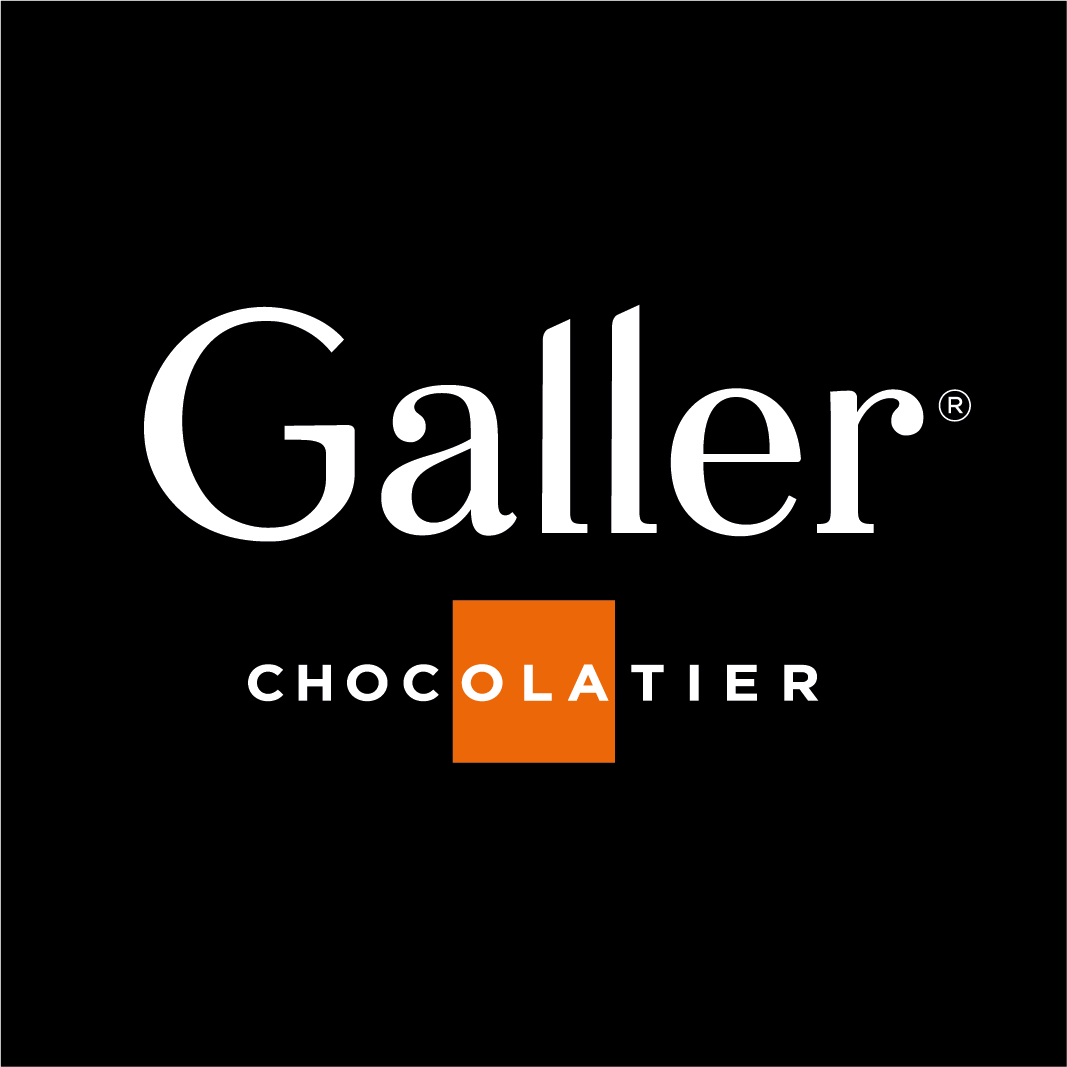
Logo de 2014 à juillet 2020.
Logo depuis juillet 2020.